# Circuit des Frontières
Der Circuit des Frontières war ein eintägiges Straßenradrennen, das von 1964 bis 1995 jährlich im September bzw. Oktober ausgetragen wurde. Der Start des Rennens war in Baisieux, Frankreich und das Ziel in Templeuve, Belgien. 1973 wurde das Rennen von Leers nach Templeuve, Belgien und einem Jahr danach von Baisieux nach Leers ausgetragen. 1974 endete das Rennen auf dem Parkplatz einer französischen Supermarktkette.

## Ergebnis
| Jahr | Erster                 | Zweiter                | Dritter                |
| ---- | ---------------------- | ---------------------- | ---------------------- |
| 1964 | Jean Stablinski        | Barry Hoban            | Jaak De Boever         |
| 1965 | André Noyelle          | Arthur Decabooter      | Norbert Kerckhove      |
| 1966 | Eddy Merckx            | Alfons De Bal          | Herman Van Springel    |
| 1967 | Edward Sels            | Georges Van Coningsloo | Martin Van Den Bossche |
| 1968 | Guido Reybrouck        | Roger Kindt            | Jan Harings            |
| 1969 | Daniel Van Ryckeghem   | Fernand Hermie         | Lucien Van Impe        |
| 1970 | Noël Van Tyghem        | Barry Hoban            | José Catieau           |
| 1971 | Christian Callens      | Paul Aerts             | William Bilsland       |
| 1972 | Noël Van Tyghem        | Paul Aerts             | Gérard Hendrickx       |
| 1973 | Cees Bal               | Jean-Pierre Berckmans  | Karel Rottiers         |
| 1974 | Dirk Baert             | Christian Debuysschere | Theo van der Leeuw     |
| 1975 | Eric Van de Wiele      | Roy Schuiten           | Sylvain Vasseur        |
| 1976 | Wim Schroyens          | Antoon Houbrechts      | Christian Debuysschere |
| 1977 | Marc Demeyer           | Walter Dalgal          | José De Cauwer         |
| 1978 | Jean-Luc Vandenbroucke | Frans Verhaegen        | Maurizio Bellet        |
| 1979 | Walter Godefroot       | Marc Renier            | Rudy Pevenage          |
| 1980 | Marc Demeyer           | Alfons De Wolf         | Etienne De Wilde       |
| 1981 | Alfons De Wolf         | Frank Hoste            | Marc Sergeant          |
| 1982 | Willy Teirlinck        | Noël Segers            | Leo Van Thielen        |
| 1983 | Kenny De Maerteleire   | Jean-Marie Wampers     | Rudy Delehouze         |
| 1984 | Etienne De Wilde       | Rudy Delehouze         | Eddy Vanhaerens        |
| 1985 | Henri Manders          | William Tackaert       | Thierry Barrault       |
| 1986 | Brian Holm             | Theo de Rooij          | Johan Capiot           |
| 1987 | Allan Peiper           | Jan Nevens             | Anjo van Loon          |
| 1988 | Gino De Backer         | Carl Roes              | Marc Fruch             |
| 1989 | Patrick Deneut         | Roger Rogiers          | Ludo Peeters           |
| 1990 | Etienne De Wilde       | Dirk De Wolf           | Daniel Beelen          |
| 1991 | Frank Van Den Abeele   | Patrick Tolhoek        | Jelle Nijdam           |
| 1992 | Bart Leysen            | Jan Mattheus           | Didier Priem           |
| 1993 | Rob Mulders            | Frans Maassen          | Frank Van Den Abeele   |
| 1994 | Eric De Clercq         | Marc Streel            | Marc Wauters           |
| 1995 | Frank van Veenendaal   | Erwin Thijs            | Nico Emonds            |